# Saint-Ouen-le-Houx
Pour les articles homonymes, voir Saint-Ouen et Houx (homonymie).
Saint-Ouen-le-Houx est une ancienne commune française, située dans le département du Calvados en région Normandie, devenue le 1er janvier 2016 une commune déléguée au sein de la commune nouvelle de Livarot-Pays-d'Auge.
Elle est peuplée de 85 habitants.

## Toponymie
Le nom de la localité est attesté sous les formes Parochia Sancti Audoeni Lohout au XIIIe siècle (charte de Friardel, 240), Saint Ouen le Lohout 1320 (rôles d’Orbec), Sanctus Audoenus le Lohoux au XIVe siècle, Sanctus Audoenus le Hoult au XVIe siècle (pouillé de Lisieux, p. 57).
Les formes anciennes excluent formellement l’interprétation du déterminant par un nom d’arbre.

## Histoire
Fils aîné de Claude Ier Margeot († entre le 18 février 1583 et 1591), écuyer, sieur de Champosoult, reconnu d’ancienne noblesse par un arrêt de la cour des aides de Normandie rendu en sa faveur le 2 décembre 1567, confirmé par arrêt du Conseil privé du Roi tenu à Paris le 20 septembre 1585, et de sa femme noble dame Anne de Panthou (mariée par contrat passé le 21 juin 1559 devant Henry et Paynel, tabellions jurés en la vicomté d’Argentan, † après le 22 février 1593), Jacques II Margeot (avant 1567 - entre 1606 et le 7 août 1634), écuyer, seigneur de Champosoult, échangea ce fief par acte passé le 28 mai 1601 contre d’une part la fiefferme de Saint-Ouen-le-Hoult (Saint-Ouen-le-Houx) et d’autre part le fief de Saint-Pardoul de La Brévière, relevant tous deux de la baronnie des Moutiers-Hubert, avec Pierre Rioult, écuyer, procureur du Roi en la vicomté d’Argentan, fils aîné et héritier de Claude Rioult, des seigneurs de Neuville.
Les descendants de Jacques II Margeot possédèrent jusqu'à la Révolution les terres, fiefs et seigneuries de La Brévière et de Saint-Ouen-le-Houx. À Saint-Ouen-le-Houx, dont ils portèrent souvent le nom, les Margeot furent maintenus en leur noblesse par jugement rendu le 4 avril 1667. Ils habitaient le manoir de Saint-Ouen aussi appelé Noiremare, qu’ils firent sobrement rebâtir en vieilles briques au XVIIIe siècle. À la même époque et sur la même paroisse, des membres de cette famille acquirent de la famille Costard le manoir de La Finantière, qu’ils revendirent par la suite à la famille Sauval.
François-Agnan II de Margeot de Saint-Ouen (ca 1676 - 13 mars 1754 au Parc, à Grand-Camp), écuyer, seigneur de Saint-Ouen, d’Écorches, et de La Marcandière à Saint-Nicolas-du-Bosc-l’Abbé, en l’Élection de Bernay, était lieutenant dans une compagnie de dragons lorsqu’il fit enregistrer en l’Armorial général d’Alençon ses propres armes : « d’argent, à un écusson de gueules en cœur, accosté de neuf losanges aussi de gueules posés en orle, quatre, deux, deux et un ». Il est fort possible que les vestiges de la litre seigneuriale qui fut observée, déjà dépourvus de blasons, dans la nef de l’église paroissiale de Saint-Ouen-le-Houx, par Arcisse de Caumont (1801-1873) , fut apposée à son décès, en 1754. Ce qui est certain, c’est qu’il demeurait en la paroisse du Mesnil-Durand, fief de sa famille maternelle (les Graindorge), lorsqu’il épousa, le 23 janvier 1708, en l’église paroissiale Saint-Pierre de Grand-Camp, après obtention d’une dispense de publication de bans du 18 desdits mois et an, damoiselle Marie, Anne de Mainteternes (ca 1676 - Grand-Camp, 18 décembre 1747), dame du Parc à Grand-Camp, de Toussue à Menneval, et des Bois à Conteville, près de Pont-Audemer, veuve de Pierre Lambert de Frondeville (10 novembre 1654 - Orbec, 6 juin 1702), écuyer, seigneur du lieu, conseiller et procureur du roi au siège d’Orbec, et deuxième fille de messire André II de Mainteternes (Grand-Camp, 26 janvier 1643 - Menneval, 26 novembre 1679), écuyer, « seigneur, patron, chastelain et vicomte hérédital » de Menneval, sieur du Parc, des Hayes, et de Familly, maintenu noble le 30 juin 1668 à Bernay, frère servant puis échevin et prévôt de la charité de Sainte-Croix de Bernay en 1670-71 puis 1672 et 1673, receveur des tailles en cette Élection dès 1672, et de sa seconde épouse damoiselle Marie du Fay de Carsix (mariée par contrat du 8 octobre 1670).
Le dernier seigneur féodal de Saint-Ouen-le-Houx fut leur petit-fils « très haut et très puissant seigneur, messire » François-Aignan IV, Prosper de Margeot de Saint-Ouen (Saint-Germain-la-Campagne, 12 septembre 1743 - Grand-Camp, 11 février 1828), chevalier, également seigneur du Parc à Grand-Camp, reçu chevalier de l’ordre de Malte par bref de minorité de 1750, qui ne quitta l’ordre qu’à la Révolution. À 8 ans et 11 mois, il mesurait 4 pieds et 6 pouces (soit 1,46 m), et à 51 ans et demi, il mesurait 5 pieds 4 pouces (soit 1,73 m).
C’est peut-être lui qui, sous le nom de « Margeot de Saint-Ouen », fut sous-lieutenant en pied au régiment d’Armagnac-Infanterie en 1783, sous-lieutenant en 1784, sous-lieutenant au premier régiment de cuirassiers en 1787, puis réformé en mai 1788. Il fut en tous les cas qualifié « de Margeot de Saint-Ouen, seigneur du Parc » lorsqu’il comparut à l’assemblée générale de l’ordre de la noblesse du bailliage secondaire d’Orbec, qui se tint le 16 mars 1789 en la cathédrale d’Évreux, pour l’élection des députés aux États Généraux de 1789, et y représenta monsieur de Foucques de La Pilette de Gouvix. Ne voulant pas émigrer, il fut élu procureur de la commune de Grand-Camp les 13 novembre 1791, 11 mars 1792 et 2 décembre 1792. Il fut ensuite élu maire de Grand-Camp, charge qu’il exerça de 1808 à 1813.
Il avait épousé avant décembre 1776 noble damoiselle Anne-Bernardine de Cartelli (Melilli, près d’Augusta, au diocèse de Syracuse en Sicile, 1755-1756 - Grand-Camp, 15 août 1820), fille de don Paolo-Pietro Cartelli et de donna Guiseppa-Casimira Dominici, elle-même remariée vers décembre 1776 à don Francisco Mangano.
Son fils, Charles Anne François Victor de Margeot, propriétaire du château du Parc, maire de Grand-Camp, et membre du conseil général de l'Eure, épousera Blanche de Liberge de Granchain, fille de l'amiral  Guillaume Liberge de Granchain, membre de l'Institut, chevalier des ordres de Saint-Louis et de Cincinatus et de Marie Françoise Amélie de Mauduit de Carentonne. Leur fille, Caroline de Margeot, épousera le vicomte Alphonse de La Barre de Nanteuil. Le château du Parc à Grand-Camp restera possession de la famille de La Barre de Nanteuil jusqu'en 1959.

### Seconde Guerre mondiale
Lors de la Seconde Guerre mondiale, Saint-Ouen-le-Houx est occupé par les Allemands. Une garnison SS (deux officiers et une vingtaine de soldats) et quatre batteries de DCA sont installées dans la ferme de M. Aumoitte et Mme Germaine de Paris, principaux propriétaires terriens de l'époque. Cette importante ferme fut réquisitionnée par les SS du fait de sa situation idéale pour intercepter les avions alliés. C'est d'ailleurs non loin de là, à Sainte-Foy-de-Montgommery, le 17 juillet 1944, que deux avions de la RAF pilotés par le Français Jacques Remlinger et le Néo-Zélandais Bruce Oliver ont mitraillé le convoi allemand du maréchal Erwin Rommel. Ce dernier sérieusement blessé est transporté dans le coma dans une pharmacie à Livarot, puis jusqu'à l'hôpital de campagne allemand de Bernay.
Les Canadiens de la 2e division d'infanterie du 2nd Canadian Corps ont libéré le village le 22 août 1944. Des casques, des douilles de gros calibre (12,7 mm), des cartouches de Mauser K98 et MG42 (7,92 mm) et des grenades américaines retrouvées dans les maisons et terrains de Saint-Ouen-le-Houx témoignent de l'intensité des combats dans le bocage. Contraints à une retraite rapide, les Allemands abandonnèrent du matériel (munitions, casques…) dans la rivière près du lavoir.
Les libérateurs de la 2e division d'infanterie canadienne avaient débarqué à Juno Beach le 6 juin 1944, entre Saint-Aubin-sur-Mer et Courseulles-sur-Mer.

## Politique et administration

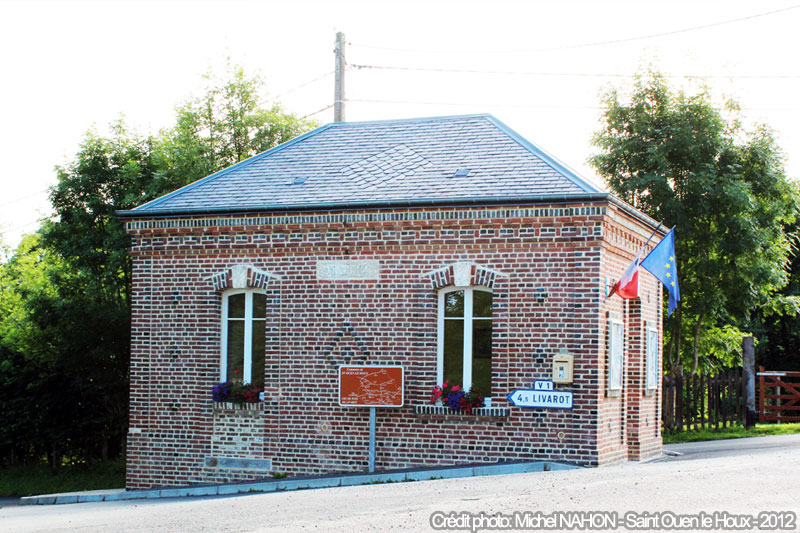
La mairie.

| Période                                  | Période   | Identité       | Étiquette | Qualité            |
| ---------------------------------------- | --------- | -------------- | --------- | ------------------ |
| ?                                        | 1998      | Jean Lair      |           |                    |
| 1998                                     | mars 2014 | Daniel Sicat   | SE        | Agriculteur        |
| mars 2014                                | En cours  | François Gilas | SE        | Ingénieur retraité |
| Les données manquantes sont à compléter. |           |                |           |                    |

## Démographie
En 2021, la commune comptait 85 habitants. Depuis 2004, les enquêtes de recensement dans les communes de moins de 10 000 habitants ont lieu tous les cinq ans (en 2008, 2013, 2018, etc. pour Saint-Ouen-le-Houx) et les chiffres de population municipale légale des autres années sont des estimations.
| 1793 | 1800 | 1806 | 1821 | 1831 | 1836 | 1841 | 1846 | 1851 |
| ---- | ---- | ---- | ---- | ---- | ---- | ---- | ---- | ---- |
| 130  | 271  | 315  | 314  | 315  | 281  | 275  | 238  | 225  |

| 1856 | 1861 | 1866 | 1872 | 1876 | 1881 | 1886 | 1891 | 1896 |
| ---- | ---- | ---- | ---- | ---- | ---- | ---- | ---- | ---- |
| 172  | 182  | 179  | 182  | 188  | 190  | 178  | 156  | 144  |

| 1901 | 1906 | 1911 | 1921 | 1926 | 1931 | 1936 | 1946 | 1954 |
| ---- | ---- | ---- | ---- | ---- | ---- | ---- | ---- | ---- |
| 159  | 133  | 125  | 124  | 137  | 111  | 117  | 121  | 144  |

| 1962 | 1968 | 1975 | 1982 | 1990 | 1999 | 2008 | 2013 | 2018 |
| ---- | ---- | ---- | ---- | ---- | ---- | ---- | ---- | ---- |
| 120  | 102  | 73   | 70   | 73   | 70   | 78   | 85   | 86   |

| 2019 | - | - | - | - | - | - | - | - |
| ---- | - | - | - | - | - | - | - | - |
| 86   | - | - | - | - | - | - | - | - |

## Lieux et monuments

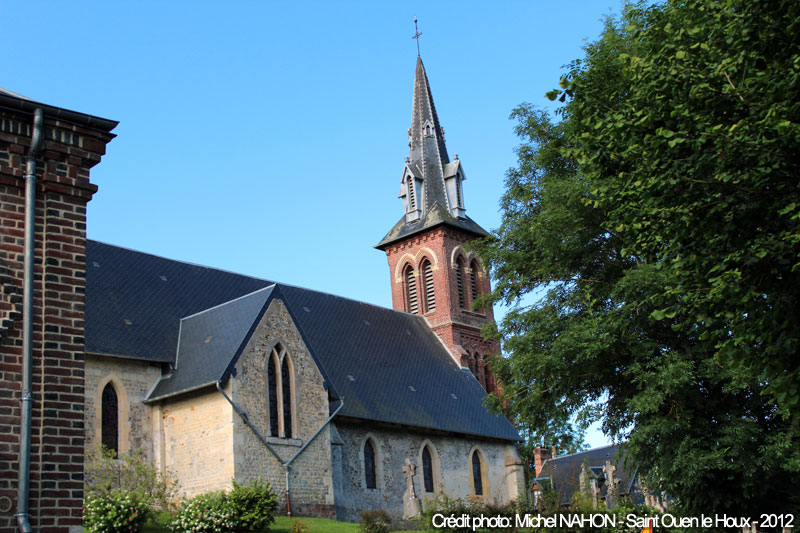
L'église Saint-Ouen.

- Église Saint-Ouen, en partie du XIIe siècle.